# Bajt Nakkuba
Bajt Nakkuba (arab. بيت نقّوبا) – nieistniejąca już arabska wieś, która była położona w Dystrykcie Jerozolimy w Mandacie Palestyny. Wieś została wyludniona i zniszczona podczas wojny domowej w Mandacie Palestyny, po ataku sił żydowskiej organizacji paramilitarnej Hagana w dniu 11 kwietnia 1948 roku.

## Położenie
Bajt Nakkuba leżała na południowych zboczach wzgórza na wysokości 660 metrów n.p.m. w Górach Judzkich, w odległości 8 km na zachód od Jerozolimy. Według danych z 1945 roku do wsi należały ziemie o powierzchni 297,9 ha. We wsi mieszkało wówczas 240 osób.
| Własność gruntów | Powierzchnia gruntów [ha] |
| ---------------- | ------------------------- |
| Arabowie         | 195,8                     |
| Żydzi            | 95,1                      |
| publiczne        | 0,3                       |
| Razem            | 297,9                     |

| Rodzaj użytkowanych gruntów | Powierzchnia arabska [ha] | Powierzchnia żydowska [ha] |
| --------------------------- | ------------------------- | -------------------------- |
| uprawy nawadniane           | 30,3                      | 3,1                        |
| uprawy zbóż                 | 51,5                      | 23,8                       |
| uprawy oliwek               | 19,4                      | 0                          |
| nieużytki                   | 120,1                     | 38,6                       |
| zabudowane                  | 0,9                       | 29,6                       |

## Historia
Nie jest znana data powstania wioski. W wyniku I wojny światowej, w 1918 roku cała Palestyna przeszła pod panowanie Brytyjczyków, którzy utworzyli Mandat Palestyny. W okresie panowania Brytyjczyków Bajt Nakkuba była małą wsią.

Przyjęta 29 listopada 1947 roku Rezolucja Zgromadzenia Ogólnego ONZ nr 181 zakładała podział Palestyny na dwa państwa: żydowskie i arabskie. Plan podziału przyznawał obszar wioski Bajt Nakkuba państwu arabskiemu. Żydzi zaakceptowali plan podziału, jednak Arabowie doprowadzili dzień później do wybuchu wojny domowej w Mandacie Palestyny. Już w grudniu 1947 roku wieś zajęły arabskie milicje, które atakowały żydowską komunikację w okolicy. Z tego powodu siły żydowskiej organizacji paramilitarnej Hagana przeprowadziły operację Nachszon, podczas której 11 kwietnia 1948 roku siły Palmach zajęły wieś. Wysiedlono wówczas wszystkich jej mieszkańców, a większość budynków wyburzono. Powracający Arabowie nie mogli odbudować swojej wioski, gdyż na jej miejscu założono nową osadę żydowską. Z tego powodu założyli w pobliżu wieś Ajn Nakkuba.

## Miejsce obecnie
Na miejscu wioski powstał w 1949 roku żydowski moszaw Bet Nekofa. Palestyński historyk Walid Chalidi, tak opisał pozostałości wioski Bajt Nakkuba: „Kilka domów jest wykorzystywanych zarówno jako mieszkania lub stajnie. Domy te zostały zbudowane z kamienia i wiele posiada dachy w kształcie kopuły. Kamienie odzyskane z ruin wiejskich domów zostały wykorzystane jako stopnie wejściowe do nowych domów żydowskich. Teren wsi pokrywają drzewa migdałowe, oliwne i kaktusy. Z tego co było, prawdopodobnie jest to jedyny przypadek ze wszystkich zniszczonych i wyludnionych wiosek, że na południe od pierwotnego miejsca powstała w 1962 roku nowa arabska wieś o tej samej nazwie. Niektórzy uciekinierzy ze starej wsi mogli tam zamieszkać. Stary cmentarz wiejski leży około 0,5 km na południe od miejsca wsi. Jest on utrzymywany przez nową wieś arabską.”.